# بائورو
بائورو (به لاتین: Baoro) یک زیستگاه انسانی در جمهوری آفریقای مرکزی است که در نانا-مامبره واقع شده‌است.